# Peter Enckelman
Peter Mikael Enckelman (Turku, 10 de março de 1977) é um ex-futebolista finlandês que atuava na posição de goleiro.
Jogou a maior parte de sua carreira no Reino Unido, com destaque para Aston Villa, Cardiff City e St. Johnstone.

## Carreira
Nascido em Turku, Enckelman jogou no TPS entre 1995 e 1999, quando assinou com o Aston Villa. Na equipe de Birmingham, o goleiro disputou 52 partidas e venceu a Copa Intertoto da UEFA de 2001.
Em 2003, foi emprestado ao Blackburn Rovers, porém não jogou nenhuma partida. No ano seguinte, foi contratado para ser reserva do norte-americano Brad Friedel, atuando em apenas 2 partidas, e em 2008, após voltar de empréstimo do Cardiff City, Enckelman não teve o contrato renovado com o Blackburn e voltou ao clube galês, disputando 16 jogos até 2010, quando foi contratado pelo St. Johnstone. Pelos Saints, o goleiro jogou 54 partidas em 2 temporadas, assinando com o Heart of Midlothian em 2012. Ele disputou apenas um jogo pela equipe de Edimburgo, que o dispensou em janeiro de 2013.
Após 5 meses fora dos gramados, Enckelman voltou à Finlândia para defender o IFK Mariehamn, principal equipe das Ilhas de Aland. Nos Grönvitt, foram 9 partidas disputadas, encerrando a carreira no mesmo ano.

## Seleção Finlandesa
Convocado para a Seleção Finlandesa entre 2000 e 2010, o goleiro atuou apenas 12 vezes pela equipe, além de ter jogado 15 partidas pela seleção Sub-21.

## Vida pessoal
Seu pai, Göran, também foi goleiro e defendeu a Seleção Finlandesa em 21 jogos entre 1973 e 1978.
Em 2007, quando ainda fazia parte do elenco do Blackburn Rovers, fundou a equipe Encke Sport com planos de disputar o Campeonato Britânico de Carros de Turismo, porém o projeto nunca saiu do papel - embora o time participasse de campeonatos regionais.

## Títulos
Aston Villa
- Taça Intertoto da UEFA: 1 (2001)